# Wehrkreis VII

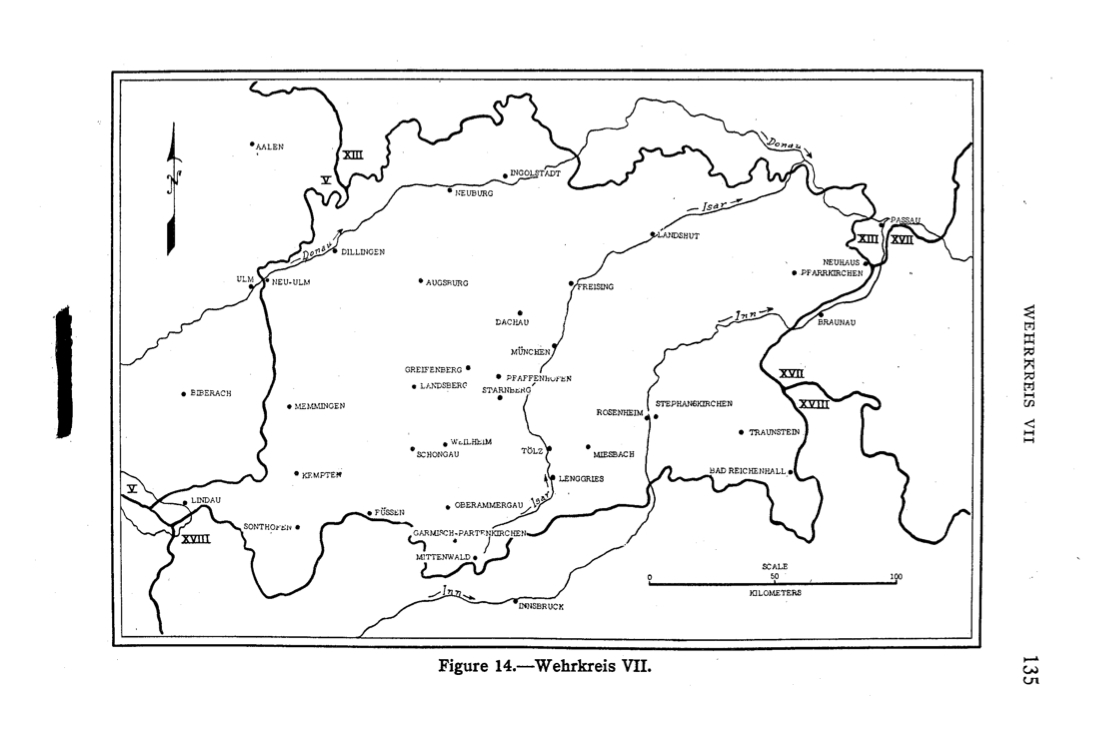
Carte de la 7e région militaire en 1944.

Le Wehrkreis VII (WK VII) était la 7e région militaire allemande qui contrôlait sud de la Bavière durant la période de la Reichswehr, puis de la Wehrmacht. 

## Divisions administratives
Le siège de la 7e région militaire était à Munich.
- München

## Gouverneurs (Befehlshaber)
Les gouverneurs de la 7e région militaire.
1. General der Artillerie Edmund Wachenfeld (1 Sep 1939 - 1 Mar 1943)
2. General der Infanterie Karl Kriebel (1 Mar 1943 - 12 Apr 1945)
3. Generalleutnant Heinrich Greiner (12 Apr 1945 - 8 May 1945)

## Unités sous administrations du WK VII
- 367 Infanterie Divisions